# Mwendjila
Mwendjila est une localité, chef-lieu de chefferie du territoire de Kahemba, dans la province du Kwango[source insuffisante], en République démocratique du Congo.

## Géographie
La localité se trouve sur la route RP 237 au nord-ouest du chef-lieu territorial Kahemba.

## Villages
Mwendjila inclut des groupements et des villages plus peuplés : 
- Kabangu
- Kapela
- Kamba Mwaka (Kamba Ngombo)
- Kawanda
- Mulopo Shinda
- Mwendjila
- Mwenikalunga
- Pundu Shakazeza
- Shapoko